# ファイブリア
ファイブリアは、友野詳によって創作された架空のファンタジー世界、およびその世界を舞台とした一連のライトノベル作品シリーズの総称。
RPGマガジン1991年2月号に掲載されたソード・ワールドRPGのリプレイにおける舞台として「地底世界クリュオ」が設定され、後に独立したライトノベルシリーズとして小説化された際、ソード･ワールドとは似て非なる世界としてファイブリアが発表された。その経緯ゆえに、世界の名前を含めた多数の設定が、ソード･ワールドの背景世界フォーセリアのパロディになっているが、ダンジョンズ&ドラゴンズやバトルテックなど、他のSFやファンタジーを元ネタにしたパロディも多い。特撮ネタも多用されている。

## 世界概略
舞台となる世界ファイブリアは、伏せた皿状の平面的な世界であり、ファイブリアを創り出した創造神によって下から支えられる形で宇宙に浮かんでいる。皿といっても極めて大きなものであるため、大陸や海のある地上から底辺まではそれなりの距離があり、その中に地底世界クリュオや悪魔たちのすむ暗黒界が存在している。世界の遥か上部には、星や世界を支える紐が吊るしてある「宇宙天井」があり、下部には混沌とした未分化のエネルギーや物質がたゆたう「宇宙海面」がある。ただし、以上の世界図はあくまで神（および読者）の視点によるものであり、ファイブリアの住人がこれらの状況を完全に把握しているわけではない。ある時期に、世界全体が大きく傾くという大異変が生じたことがあり、この状態の世界を「ティルト･ワールド」とも称する。
ファイブリアは宇宙における単一の世界ではなく、同格の創造神たちが創った世界が多数存在している。これらの世界に共通した、宇宙を支配する根本原則が「幸運と不幸」である。幸運と不幸は常に平均的に存在し、どこかで幸運な出来事があれば、別のどこかで不幸が起きてバランスがとれるようになるという。創造神を含めた宇宙全ての存在はこの幸運と不幸の天秤に縛られている。幸運と不幸はそれゆえに強大なエネルギー源でもあり、創造神たちによる世界創造の源動力としても活用されていたが、あるとき創造神の1柱が誤って宇宙に大量の幸運と不幸をぶちまけてしまい、全宇宙的に幸運と不幸の分布が偏ってしまうという災禍が発生した。このときファイブリアの創造神が考え出したのが、地上に住む知的種族、すなわち人間に溢れた幸運と不幸のエネルギーを消費させることであった。また、幸運と不幸を消費した人間は、波乱万丈の体験に揉まれて大きく成長していくため、長期的には創造神の後継者として世界を支える役を肩代わりできる者が生まれるのではないかとも期待されている。ゲームにおけるプレイヤーキャラクターは、このような幸運と不幸に翻弄される運命を与えられた「幸運と不幸の戦士」となることを義務付けられている。

## 地理

### アレクファースト大陸
ファイブリアにおける面積・人口ともに最大の大陸。「賢人の王国」ラオンなど多数の王国が存在する。経済は「パチール」銀貨を基準とした貨幣経済が広まっている。大陸の名前の元ネタはフォーセリアのアレクラスト大陸から。

#### 魔法帝国カスフォール
かつて、アレクファースト大陸を中心とした「魔法帝国カスフォール」が地上全域を席巻したことがある。帝国臣民は、額に「クォレ」と呼ばれる水晶を付けることを義務付けられ、このクォレを介して魔法を使うための精神力を徴収し、大量の魔法力を安定供給してマジックアイテムを量産していた。経済は魔晶石と呼ばれる魔法力を蓄えた宝石を通貨として使用しており、貨幣単位は「セイシンテン」。
カスフォールは500年ほど前に滅びたとされるが、その原因は不明である。滅亡の直前に、超歴史心理学者バリー・ケルダンによって、帝国の英知を保存した百科事典の編纂が行われていたが、後世にその百科事典が活用されたとの記録はない。一説には、百科辞典編纂の拠点であった辺境の村が、超能力を持った白いラバに壊滅させられたからだとも言われている。
名前の元ネタは古代魔法王国カストゥールから。

### “コクーン・ワールド”クリュオ
古代帝国カスフォールが神々に対する信仰を弾圧した際、信仰を捨てることを拒んだ者たちが発見し移住した地底大空洞。二つの円がくっついた繭のような形であることから、カスフォール語で「繭」を意味する「クリュオ」の名で呼ばれている（「神殿」を意味する「クーリオ」とも関係があると言われている）。そもそも隠れ里であるため地上の人々には全く知られていない。またクリュオ人たちも地上に関する知識をほとんど失っており、過去の弾圧の記憶から「地上というのはとにかく恐ろしい世界だ」と思い込んでいる。まれに地上から冒険者がクリュオに迷い込むこともあるのだが、上記の理由からクリュオ人に正体を明かすことはまずない。特に神への信仰心が薄かった森妖精と草原妖精はクリュオに住んでおらず、見つかれば最悪の場合怪物扱いされる。岩妖精は居住しているが、クリュオではドワーフと呼ばれている。鉱脈が洞窟の壁に露出しているため貴金属の価値は低く、経済はクリュオ中央の「湖」で取れるパラパ貝の貝殻を使った「シェル」硬貨が基準となる。植物は天井のヒカリゴケとキノコやシダ類が中心で、一部地域でのみ生育する樹木や野菜、果物などは贅沢品とみなされる。主な家畜はアングラット（巨大ネズミ）など。
歴史的経緯から住人のほとんどが信心深く、また人のいうことを素直に信じてしまう質である。ただし長い時間の間に地上とクリュオとでは信仰内容が著しく変化してしまっている。

### “祝福された島”ミティス
かつて神々の大喧嘩があった際、慈愛の女神ラーファと邪悪な収集神カードディスが戦った島。その際にラーファの慈愛とカードディスが収集していた食物の源がこぼれ落ちたため、豊かな常春の島と化した。大地の恵みは豊かだが、ファイブリアの端に属し、島の一部が宇宙に突き出している危険な場所でもあり（事実、世界が傾いた騒動の際には多くの者が虚空へと転落していったという）、よほどののんき者以外は住んでいない。バーガー、パッヘルベルなどの国があるようだが、まともな国家として成立しているかは疑問である。島の元ネタはフォーセリアの「呪われた島」のロードス島から。

### 暗黒界
クリュオよりもさらに深部にある、邪神とその眷属である悪魔たちが住まう世界。ダラディス神の統べる「奈落（アビス）」、カードディス神の統べる「汎魔殿（ハンデモニウム）」など、支配者の特性を反映した複数の陣営に分かれ、互いに争っている。人間の魂を働かせてエネルギーを得る「魂力（ソウルエナジー）」システムが確立されており、悪魔たちは労力となる魂を求め、人間との契約による魂の獲得に務めている。まれに肉体を持ったまま暗黒界に到達する人間もおり、そういった人間は幸運と不運の力を強力に使いこなす「能力」に目覚めることが多いため各陣営から熱烈歓迎される。

### その他
暗黒界と対極をなして、光の神々が住まう「天界」が存在するとされているが、作中で取り上げられていないこともあって良く分かっていない。また、地上にもこれまで説明した場所のほかに、神木から特殊な「才能（タレント）」を与えられた「ベジタブルマスター」たちの住む「神木の大陸クリスタルニア」、また「秩序の地」、「あなたの地」などが存在する。それぞれの元ネタはフォーセリアの「神獣の民」が住まうクリスタニア大陸、「混沌の地」のケイオスランド、「彼方の地」ファーランドから。

## 神
ファイブリアには、強い力を持った「神」が実在する。「神」は、世界の基礎を作り上げた「創造神」と、その創造神によって創られ、世界創造を助けた神々とに分けられるが、ファイブリア一般においては創造神の存在はほとんど知られておらず、「神」と言うと通常、後者の神々を指す。人間をはじめとしたファイブリアの諸種族は、神々の仕事や性格を断片的に解釈して信仰や教義を確立している。特にクリュオでは、外部との交流が絶たれた結果、信仰の形が大きく変質してしまった。

### 創造神
世界の基礎を作り出した存在。現在はファイブリアへの直接的な関与をほとんど行っておらず、ファイブリアを下から支える作業に専念している。将来的には人間の中から自分の後継者に足りるものが生まれ、世界を支える役目を引き継いでくれることを期待しているらしい。

### 六大神
神々のうちでも特に勢力の強い代表的な6柱の神。現在は地上への直接的な関与を禁じられており、信者を介して小規模な奇跡を起こすに留めている。
フォレス
現場監督として神々を統括していたため、人間からは「至高神」「正義と秩序の神」として崇拝される。
クリュオにおいては「正義の神」という教義が重視された結果、様式美にこだわって悪と戦う正義の味方、ヒーローオタクの神として信仰されている。
ライリー
力仕事を担当していた神。喧嘩早い性格から「戦神」として崇拝される。
クリュオにおいては「戦いに勝つ」という目標がゆがんだ結果、「勝った者こそ正義」という教義の元に犯罪や謀略もいとわないヤクザ者の守護神となっている。
ラーファ
大地の管理と神々の福利厚生を担当していた女神。そのため「大地母神」「慈愛の女神」として崇拝される。
クリュオにおいては、慈愛の定義が大幅に拡張され、肉体的な愛をも与える娼妓の神としても信仰されている。
クーダ
人事と設計を担当していた神。人間からは「知識神」として崇拝される。
クリュオにおいては知識の収集と伝播が極端になった結果、ゴシップやトリビアを集めては報道するマスコミの神とされている。もしくは知識をただひたすら集めて溜め込むだけの薀蓄たれの神ともされる。
コヒ＝ア
「幸運と不運」のエネルギーを管理する出納係の神。そのため人間からは「幸運神」「商売の守護神」として崇拝される。
クリュオでは幸運神としての意義が重んじられた結果、占いや人生相談を担当する神と考えられている。
ダラディス
混沌である「宇宙海面」から世界創造に必要な力を汲み出す係の神。そのため「混沌の神」として恐れられ、あるいは欲望を追求する邪神とされる。
クリュオでは「混沌と変革の神」としての教義が重視され、秩序や体制を否定し、まぜっかえすことそれ自体が目的化している。いうなれば革命の神であり、若者が一時かぶれる反抗期の思想扱いされている。
上記のそれぞれの神々はフォーセリアの六大神ファリス、マイリー、マーファ、ラーダ、チャ・ザ、ファラリスをパロディ化したものである。

### その他の神々
ボラケ
もともとは火山の神であったが、鍛冶や工芸の神としても信仰される。岩妖精を作った神とも言われており、彼らの間では種族の守護神として広く信仰されている。
例外的にクリュオにおいてもその信仰は歪んでおらず、歴史と伝統を何より重んじるドワーフ（岩妖精）たちによって、むしろ地上よりも伝統に則った形で信仰されている。
メルメル
ボラケの妻に当たる女神で、山の幸をつかさどる女神。酒の造り方を広めたと伝えられ「酒と宴の女神」としても信仰される。ボラケ同様岩妖精の間では広く信仰されている。
カードディス
ダラディスの妻に当たる女神で、「宇宙海面」から集めた力を集積する女神。その姿は5つの首を持つ巨大な竜とされる。人間からは、収集と強奪の邪神としてコレクターたちに崇拝され、その信徒は自分のコレクションを充実させるために犯罪もいとわない。ドラゴンの創造者としても知られており、ドラゴンが宝を溜め込むのはカードディスの僕だからとされている。
テ・ヨーコ
コボルトたちに信仰される破壊の獣神。…ということになっているが、実はダラディスの飼っていた室内愛玩犬の神。破壊とは要するに犬がじゃれ付いて部屋の調度品を壊すことを指している。当然ながら神格としてはかなり低いのだが、コボルトの神官はいまさらこの事実を公表することもできず秘匿している。
上記のそれぞれの神々はフォーセリアの神々ブラキ、バルメラ、カーディスと犬コヨーテが由来。この他にも「九千九百九十九億の名を持つ狂気の神」（由来は「名も無き狂気の神」）「膿の神カグリーフ」（由来は「海の神ミルリーフ」）などの名前が確認されている。

## 種族
人間
現在のファイブリアで主流を占める種族。世界創造の際に、光の神々によって共同制作されたため平均的な能力を持つ。繁殖力が強く、また「幸運と不幸」のエネルギーを効率的に消費する能力がある。
森妖精
美しい容姿と精霊魔法の才能、そして尖った耳を持つ種族。創造神によって、地上における最初の知的種族として作られたが、自立心が強すぎて扱い難くなってしまい、こっそりと地上の森林部に捨てられてそこで繁殖した。エルフに相当する。人間との間に半妖精が生まれる事もある。
草原妖精
人間の子供くらいの背丈しかない陽気な妖精族。耳の先は尖っている。呪曲の才能や動物と会話する能力を持つ。創造神が森妖精の失敗を元に作り出したが、好奇心が強すぎて神の支配を脱し、草原で繁殖するようになった。グラスランナーに相当する。
岩妖精（ドワーフ）
小柄だが頑丈な体格を持つ妖精族。力が強く、頑固で保守的な性格を持つ。また、個人所有という概念が薄く、必要な品は同族間で共有する文化を持つため、他種族と暮らすときに混乱することがある。世界創造の際に火山と鍛冶の神ボラケによって作られたとされており、ボラケを主神として信仰する。
クリュオにおいては「ドワーフ」と呼ばれているが、基本的に同じ種族である。
シェレラ
クリュオ特有の種族。外見は人間に似ているが、頭から生えた触角と複眼状の瞳、そして4本の腕を持つ昆虫のような種族。キノコの森に住み、弓や精霊魔法を得意とする。排他的でほかの種族が縄張りに入ることを嫌い、多種族との交易もほとんど行っていない。しかし正当な理由がある者の交通を妨げるほど融通が利かないわけでもないし、個人的に実力を認めて友誼を結ぶこともある。多くの者は短気で喧嘩っ早い。
ルーフ・ウォーカー
厳密には独立した種族ではない。クリュオに移住した人間のうち、天井に重力制御の魔法を使った（天井を床とする）屋敷を立てて住み着いた魔術師たちの末裔。自分たちを支配階級の血統と考えており非常にプライドが高い。実は重力制御の魔法はすでに切れてしまっているのだが、今でも天井の建物に住み、手すりや命綱などを付けることなく生活している。そのため非常に身軽で、また真音魔術に長けている。家柄に従って「交易」「錬金術」など代々の家業を継ぐのが一般的で、中には犯罪や破壊工作を手がける「悪の家柄」も存在する。
クリュオ最北部に住む「アイス・ウォーカー」の一族は彼らの本家筋であり、その最長老はルーフ・ウォーカー全ての長でもある。
モグラ族
クリュオ北部の地下に住む種族。腕が長く肩幅がほとんどない。モグラの手の様な特殊な手袋を使って地中を掘り進む事ができる。強い光は肌を焼く為、苦手としているが、一応視力はある。ただし完全な暗視能力を持っているわけではない。人間とはあまり交流はないが、特に邪悪というわけではない。
コボルト
ファンタジーゲームに頻出する雑魚モンスターだが、クリュオにおいては主要な悪役として設定されている。かつて地底に活路を求め、そのまま地上と断絶してしまったコボルトたちが地底に帝国を築いた。彼らは領土拡張工事の際にクリュオの存在を知ったが、全面衝突を恐れてクリュオ人との公式な接触を避けており、一部のタカ派のみがクリュオに這い出して略奪行為を行っている。地底での役割分担が決まってから長い時間が経った結果、労働階級や戦士階級などが厳格に分化しており、それぞれの階級は異なる品種の犬そっくりに見える（労働階級なら柴犬、戦士階級ならドーベルマンなど）。
悪魔
暗黒界に住む魔の生物。きわめて多様な姿をしているが、主たる邪神への忠誠心が強く、また駒として効率よく動かされるため、創造性に欠けるという特性を持つ。暗黒界以外の場所で仕事をする際には、専用の肉体に心だけを移しておくこともでき、その場合は肉体を破壊されても心が元の体に戻るだけで済む（ただし、専用の体を使うのに魂力が要るため予算管理が大変になる）。なお暗黒界では深部ほど強大な悪魔が潜むため、悪魔たちは「下」とか「低い」という言葉を「偉い」「重要」という意味で使う。
夜妖精
クリュオよりもさらに下に住む妖精族。人間の子供ほどの大きさで、病的なほど白い体色と、耳が大きく目が全くない事が特徴。土の中を通り抜ける事ができる。極端に光に弱く、月の光にすら耐えられない為、新月の夜に地上に現れて薬草などを採取する。その際、目撃者は連行してクリュオに連れ込み、捨てる。

## 魔法
力の源とするものによっていくつかの系統が存在する。その行使には、いずれも声（音）を出す事が必要である。真音魔術と精霊魔法は、物や精霊の注意を引く為、若干の身振りも必要とされる。
真音魔術
世界のあらゆるものを支配するという「真音」を使って、無生物や物理現象を含めたすべての存在に対して自分のわがままを押し付け、思い通りの効果を生み出す魔法。熟練すると効率的な押し付け方のコツを会得し、気力や体力の消耗が少なくなる。古代帝国カスフォールの時代には特に発達し、この系統の魔法で便利なマジックアイテムが量産されたと言われている。
精霊魔法
世界のさまざまなエネルギーや現象を管理している「精霊」にはたらきかけて、自分の望んだ効果を起こしてもらう魔法。発音を極限まで圧縮した高速言語（革をこすり合わせた音の様に聞こえる）を使うが、これに魔術的な意味は無い。精霊魔法の呪文は、おだてに弱い精霊を褒めちぎって利用するための文言であり、その歯の浮くようなお世辞を他人に聞かれるのが単純に恥ずかしいからである。
精霊魔法の使い手は、卑屈なお世辞の連発によって人格が歪むとも言われている。
神聖魔法
神官が自分の信仰する神に祈ることで奇跡を起こす魔法。神に直接祈りを届けるための神聖語で唱えられるが、実はその内容は神に対し、この程度の奇跡も起こせないと信者が減って、神の力の源である信仰心が不足しますよという脅迫になっている。これは各宗派の高位司祭のみに伝えられる事実で、下級神官は意味も知らず祈りの文句を暗記しているというのが一般的。なお、神々の住まう天界に声を届かせる必要がある為、神官はどうしても地声が大きくなる傾向があるという。
呪曲
真音魔術と同じ「真音」の力を、楽器で演奏する曲に乗せて発揮する術。曲を聴いた者に無差別で効果が出るという問題点もあるが、真音魔術より習得が容易なためさまざまな種族の間で伝承されている。

## 関連作品

### 角川スニーカー文庫
本レーベルの著作は全て安田均原案、友野詳著。角川スニーカー文庫。
- コクーン･ワールド
  1. 『黄昏に踊る冒険者』 ISBN 4-04-460801-6 / 新装版 ISBN 978-4-04-102088-3
  2. 『真夜中に騒ぐ冒険者』 ISBN 4-04-460802-4 / 新装版 ISBN 978-4-04-102089-0
  3. 『夜明けに笑う冒険者』 ISBN 978-4-04-460803-3 / 新装版 ISBN 978-4-04-102090-6

  - 地底世界クリュオを舞台とした小説第一シリーズ。クリュオに引きずり込まれた冒険者パーティーが、地上へ帰還する道を探して旅をする。
- ティルト･ワールド
  1. 『天下無敵の冒険者』 ISBN 4-04-460806-7
  2. 『縦横無尽の冒険者』 ISBN 4-04-460808-3
  3. 『天地無用の冒険者』 ISBN 4-04-460810-5

  - 地上のアレクファースト大陸を舞台とした小説第二シリーズ。第一シリーズの直後、地上へ帰還した冒険者たちが、新たな仲間を加えて「傾いた世界」の謎に挑む。
- アビス･ワールド
  1. 『魔界に夢見る冒険者』 ISBN 4-04-460815-6
  2. 『冥土に羽ばたく冒険者』 ISBN 4-04-460817-2
  3. 『奈落にときめく冒険者』 ISBN 4-04-460819-9

  - 暗黒界を舞台にした小説第三シリーズ。第一シリーズの十数年後、クリュオに残った冒険者たちとその子供たちが暗黒界の陰謀に巻き込まれる。
- ザ・ラスト・オブ・ファイブリア
  - 『かくも偉大な冒険者』 ISBN 4-04-460823-7
    - 小説シリーズ完結編。ふたたび一堂に会した各シリーズの登場人物たちが、ファイブリア滅亡の危機に立ち向かう。

### 角川スニーカーG文庫
本レーベルの作品は全て、安田均･友野詳原作監修、小川直人著。角川スニーカーG文庫。ただし『騒げ、悪党たち！』では白川剛もシナリオライターとして参加している。

#### ガープス
- 『ガープス・コクーン』 ISBN 4-04-488303-3
  - ガープス第3版のルールで「コクーン･ワールド」を遊ぶためのサプリメント。ギャグファンタジーの雰囲気を再現するため、コミカルなファンブル表や、困った性癖の暴走に対応する技能<状況把握>、<いい加減にしろっ！>（つっこみ）や、気絶判定と死亡判定を優位にする技能<負けてたまるかっ！>などの追加ルールが存在する。コクーンの世界は通常のガープスの世界より防護点が高い防具に恵まれている。コクーンの魔法は『ガープス・マジック』の魔法を真音魔術、神聖魔法、精霊魔法と分類しコクーン独自の魔法を加えている。呪文を習得するには、真音魔術、神聖魔法、精霊魔法などに用意されたコースを選んでから基礎呪文をパックで習得してから中級呪文、上級呪文を習得する。あるコースの上級呪文を習得するには、そのコースの基礎呪文をすべてマスターし上級呪文に必要な中級呪文をすべて習得する必要がある。神聖魔法には宗派別に用意された呪文があり、その呪文を習得するには各宗派の神殿に入信して神官以上（『ガープス・ベーシック』の有利な特徴「聖職者」の一種）の「地位レベル」（『ガープス・ベーシック』の有利な特徴の一つ）になっている必要がある。
- 『ガープス・コクーン・アドベンチャー 騒げ、悪党たち!』 ISBN 4-04-488304-1
  - ガープス･コクーンのシナリオ集。タイトル通り、コクーン･ワールドにおける代表的な悪役「コボルト」「ルーフ･ウォーカーの悪の家柄」「ライリー神殿」それぞれを扱ったシナリオが収録されている。

#### ライブノベル
ライブノベルはリプレイに脚色を加えたもの。ガープス･コクーンのルールが用いられているが、ルール運用よりも小説的な読み物としての側面が重視されている。
- 『ティルト･ワールド･ライブノベル(上)』 ISBN 4-04-488301-7
- 『ティルト･ワールド･ライブノベル(下)』 ISBN 4-04-488302-5
  - 小説版「ティルト･ワールド」の元となったリプレイ。小説とは展開が若干異なる箇所がある。
- 『コクーン・ワールド・ライブノベル』 ISBN 4-04-488305-X
  - 小説版「コクーン･ワールド」とは直接関係しない、同じ世界を扱った別エピソードのリプレイ。物語の舞台はティルトワールド・ライブノベルで傾いた世界が元に戻った後のクリュオ。

### 富士見ドラゴンブック
- 『ソード・ワールドRPGリプレイ・アンソロジー2 賽子の国の魔法戦士』 ISBN 978-4-8291-4490-9
  - ファイブリアの原点となったソード･ワールドRPGリプレイ『不思議な地底探検』を収録。富士見ドラゴンブックから出版。巻末には、フォーセリアにおいてクリュオを扱うためのデータも収録されている。「神々の信徒が地底に逃れる際、最高司祭の奇跡によって地上の人々からクリュオに関する記憶が失われたが、同時にクリュオからも地上に関する記憶が失われ、記録の断絶や戒律のゆがみが発生した」と言う設定が加えられており、フォーセリアのクリュオをあくまでパラレルワールド的に扱い、他作品には一切影響を与えないことを強調している。

### その他
- 『コクーン・ブースターノベル 騒げるかぎり、大丈夫!!』
  - コクーン･ワールド・ライブノベルの続編に当たるライトノベル。ザ・スニーカーに連載された。作者は小川直人。
- 『ガープス・コクーン・コミック 竜と蛙と冒険者』
  - クリュオを舞台にしたオリジナルの漫画。本作の登場人物たちは後に「騒げ、悪党たち！」のサンプルキャラクターとして収録されている。コンプRPGに連載された。作画は九月姫。
- 『コクーン・ワールド　～夜通しで走る冒険者～』
  - 友野詳の執筆活動25周年を記念し出版された新装版の小説コクーン・ワールドと時を合わせて制作されたドラマCD。とらのあな専売。